# Skytteanska professuren i vältalighet och statskunskap

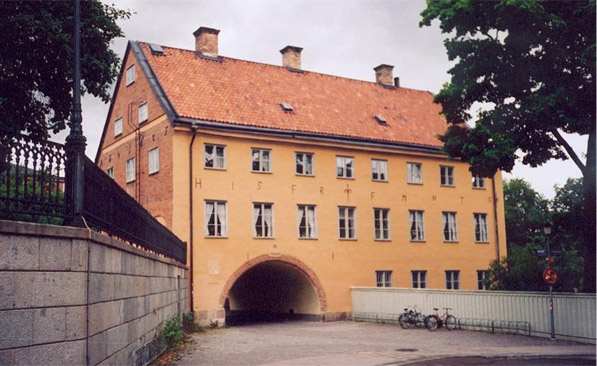
Professorsbostaden Skytteanum.

Skytteanska professuren är en professur i vältalighet och statskunskap, ursprungligen i vältalighet och politik. Professuren, som inrättades vid Uppsala universitet av Johan Skytte 1622, är troligen den äldsta i statskunskap i världen.
Till underhåll av denna professur skänkte Johan Skytte vissa av honom själv förvärvade gårdar, bland annat en i staden befintlig fastighet, sedan dess kallad Skytteanum. Förr hade universitetet tjänstebostäder åt samtliga professorer. Skytteanum är den enda som ännu brukas som sådan.
Professurens innehavare, vilken av Gustav II Adolf erhöll försäkran om full likställighet med de övriga professorerna, skall enligt instiftelsebrevet tillsättas av Skytte och hans arvingar på svärdssidan samt, om släkten dör ut på denna, av döttrarnas manliga avkomlingar, såvitt de är adliga. Patronatet övergick från Skyttes son till hans dotterson överståthållaren greve Göran Göransson Gyllenstierna af Björksund och Helgö (1632–1686), och därefter via kvinnolinjen sedan 1799 till huvudmannen av fjärde grenen av grevliga ätten Mörner af Morlanda. Denne, som är patronus och ordförande i Skytteanska stiftelsen, väljer med hjälp av en rekryteringsgrupp en kandidat och underställer numera detta sitt val till universitetets rektor och konsistorium, vilket, om det ingenting har att invända mot valet, stadfäster detsamma.
Under senare år var först konstnären Stellan Mörner af Morlanda (1896–1979) och sedan dennes son geologidocenten Nils-Axel Mörner af Morlanda (1938–2020) patronus. Efter den senares död innehas värvet av medicine doktor Jonas Mörner af Morlanda (född 1963), Båstad.

## Fullständig lista över skytteanska professorer
1. 1622 (tf) Jonas Magni
2. 1624–1627: Johannes Simonius (ev. från 1625)
3. 1628–1630 (tjf), 1630-1642: Johannes Loccenius
4. 1642–1647: Johann Freinsheim
5. 1647–1679: Johannes Schefferus
6. 1682–1697: Elias Obrecht
7. 1698–1716: Johan Upmarck Rosenadler
8. 1717–1738: Johan Hermansson
9. 1738–1780: Johan Ihre
10. 1781–1787: Jakob Axelsson Lindblom
11. 1787–1803: Jacob Fredrik Neikter
12. 1805–1838: Olof Kolmodin d.y.
13. 1839–1841: Carl Thomas Järta
14. 1843–1861: Olof Wingqvist
15. 1862–1882: Wilhelm Erik Svedelius
16. 1882–1900: Oscar Alin
17. 1901–1915: Simon Boëthius
  - 1915–1916 (tjf): Gunnar Rexius
18. 1916–1922: Rudolf Kjellén
  - 1922–1923 (tjf): Georg Andrén
19. 1923–1947: Axel Brusewitz
20. 1947–1972: Carl-Arvid Hessler
21. 1972–2008: Leif Lewin
22. 2008–: Li Bennich-Björkman

### Fotnoter
1. ↑  Uppsala universitet, 23 oktober 2007: Li Bennich-Björkman kan bli nästa skytteanska professor Arkiverad 22 juni 2015 hämtat från the Wayback Machine., läst 22 juni 2015
2. ↑  Sveriges ridderskaps och adels kalender 2022 (Stockholm 2021), sida 556.